# Bistum Quibdó
Das Bistum Quibdó (lat.: Dioecesis Quibduana, span.: Diócesis de Quibdó) ist eine in Kolumbien gelegene römisch-katholische Diözese mit Sitz in Quibdó.

## Geschichte
Das Bistum Quibdó wurde am 14. November 1952 durch Papst Pius XII. aus Gebietsabtretungen des Bistums Antioquía und der Apostolischen Präfektur Chocó als Apostolisches Vikariat Quibdó errichtet. Am 30. April 1990 wurde das Apostolische Vikariat Quibdó durch Papst Johannes Paul II. zum Bistum erhoben und dem Erzbistum Santa Fe de Antioquia als Suffraganbistum unterstellt.

## Ordinarien

### Apostolische Vikare von Quibdó
- Pedro Grau y Arola CMF, 1953–1983
- Jorge Iván Castaño Rubio CMF, 1983–1990

### Bischöfe von Quibdó
- Jorge Iván Castaño Rubio CMF, 1990–2001, dann Weihbischof in Medellín
- Fidel León Cadavid Marín, 2001–2011, dann Bischof von Sonsón-Rionegro
- Juan Carlos Barreto Barreto, 2013–2022, dann Bischof von Soacha
- Wiston Mosquera Moreno, seit 2024